# Alexandre Ferré
Alexandre Ferré dit Firmin ou Saint-Firmin (mort le 27 février 1839 à Paris), est un auteur dramatique du XIXe siècle.

## Biographie
Ancien sergent de la garde nationale, il devient acteur et ténor à Versailles. Engagé par la Gaité puis, après une tournée en Seine-et-Oise, à l’Ambigu, il joue le rôle de Don César de Bazan dans Ruy Blas lors de l’inauguration du théâtre de la Renaissance le 8 novembre 1838. Malade, il joue pour la dernière fois le 5 janvier 1839 et meurt un mois plus tard après ce succès. Il est alors remplacé dans le rôle par Charles de Chilly.
Ses pièces ont été représentées entre autres au Théâtre de la Gaité, au Théâtre de l'Ambigu-Comique et au Théâtre du Panthéon.

## Œuvres
- Cinq-Mars, drame en cinq actes en prose, 1833
- Le Ménage de Titi, tableau en 1 acte, mêlé de couplets, avec Théodore de Lustières, 1836
- Baron le comédien, anecdote-vaudeville en un acte, avec Salvador, 1837
- Maître Job, ou Ma femme et mon télescope, vaudeville en 1 acte, 1838
- Tiennette, ou le Racoleur et la jeune fille, vaudeville en 1 acte, avec Adolphe Guénée, 1839
- Je vous y prends ! ou l'Assurance mutuelle, vaudeville épisodique en 1 acte, posth., 1846